# برف‌شکن
برف‌شکن (به کره‌ای: 설국열차؛ به انگلیسی: Snowpiercer) فیلمی علمی-تخیلی اکشن، به کارگردانی بونگ جون هو و محصول سال ۲۰۱۳ کرهٔ جنوبی می‌باشد.
این فیلم براساس یک رمان گرافیک فرانسوی با همین عنوان، ساخته شده و نویسندگی فیلمنامهٔ آن را بونگ با همراهی کلی ماسترسون بر عهده داشته‌اند. این فیلم، اولین فیلم انگلیسی‌زبان بونگ محسوب می‌شود و حدود ۸۰ درصد آن به زبان انگلیسی فیلم‌برداری گردیده است.
داستان فیلم در مورد قطار برف‌شکنی می‌باشد که در پی رخ‌داد عصر نوین یخبندان در زمین، آخرین بازمانده‌های بشر را در خود جای داده است. برف‌شکن، رضایت عموم را برانگیخت و از لحاظ جلوه‌های بصری و کارگردانی، مورد تحسین گسترده‌ای واقع شد. این فیلم تلاش کرده است تا روابط بین طبقات مختلف جامعه و نظام طبقاتی حاکم بر آن را به تصویر بکشد.